# Premio Sant'Ilario

Lauro Grossi, il sindaco che istituì il premio nel 1986

Il Premio Sant'Ilario è un'onorificenza conferita dal comune di Parma a coloro, persone, enti o organizzazioni, che con la propria attività, hanno in qualsiasi modo contribuito a rendere migliore la vita dei singoli e della comunità o ad elevare il prestigio della città, distinguendosi nel campo delle arti, delle scienze, dello sport, dell'industria o della solidarietà.

## Storia
Dal 1987 al 2012 la cerimonia di consegna si è svolta presso la Sala Consiliare del Municipio di Parma il 13 gennaio, giorno di commemorazione del patrono della città, sant'Ilario di Poitiers. Dal 2013, per decisione della giunta Pizzarotti, la cerimonia è organizzata nella sala dell'Auditorium "Paganini" al fine di consentire una maggiore partecipazione di pubblico.
I segni di benemerenza possono essere:
- Medaglia d'oro
- Attestato di civica benemerenza
- Sigillo della città di Parma (solo per casi eccezionali)

La premiazione si svolge dal 1987, all'indomani del "Regolamento per la concessione delle civiche dichiarazioni di benemerenza" approvato con deliberazione del Consiglio comunale n. 1584/94 del 18 dicembre 1986 sotto la giunta comunale guidata da Lauro Grossi.
Ogni anno vengono assegnati fino a un massimo di 5 medaglie d'oro e 7 attestati di benemerenza. I premiati e la qualità del premio sono scelti dalla giunta municipale d'intesa con i capigruppo consiliari. Dal 2013, per volontà del sindaco Federico Pizzarotti, è stato deciso il conferimento di un'unica medaglia d'oro all'anno.

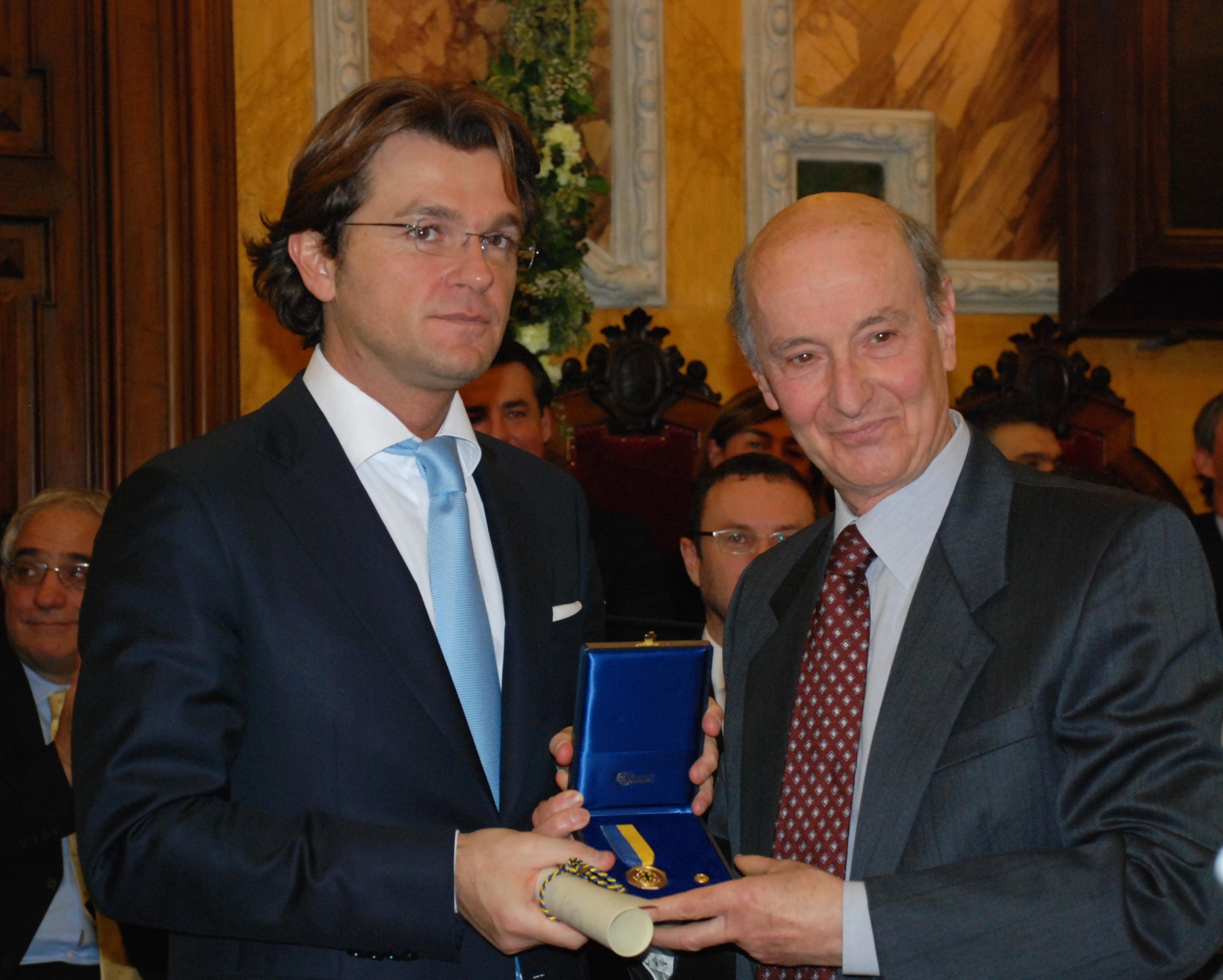
Il sindaco di Parma Pietro Vignali consegna il premio Sant'Ilario 2010 al critico letterario Giuseppe Marchetti

## I premiati

### Anno 1987
- Medaglia d'oro
  - Pietro Barilla
  - Riccardo Brizzi
  - Renzo Del Chicca
  - Aristide Foà
  - Assistenza Pubblica - Parma
- Attestato di civica benemerenza
  - Giuseppe Clerici
  - Giordano Ferrari
  - Erminia Marasi
  - Claudio Piazza
  - Renato Scrollavezza
  - Don Luigi Valentini
  - Luigi Vicini

### Anno 1988
- Medaglia d'oro
  - Camillo Catelli, Adolfo Cecchi
  - Ernesto Ceresini
  - Druso Parisi
  - Calisto Tanzi
- Attestato di civica benemerenza
  - Filippo Alpi
  - Giuseppina Allegri Tassoni
  - Anteo Benassi
  - Saverio Monica
  - Damiana Pissarotti
  - Margherita Ramusani vedova Montagna (alla memoria)
  - Dante Salsi

### Anno 1989
- Medaglia d'oro
  - Pier Luigi Bormioli
  - Baldassarre Molossi
  - Aldo Notari
  - Mario Tommasini
  - Gian Paolo Usberti
- Attestato di civica benemerenza
  - Renzo Bompani
  - Fausto Cantarelli
  - Maria Carra
  - Guglielmo Catuzzi
  - Ugo Falavigna
  - Maurizio Silva
  - Ercole Zanoni

### Anno 1990
- Medaglia d'oro
  - Remo Gaibazzi
  - Don Antonio Moroni
  - Franco Maria Ricci
- Attestato di civica benemerenza
  - Orazio Campanili
  - Ruggero Cornini
  - Bruno Lanfranchi
  - Carlo Serioli
  - Emilio Radini

### Anno 1991
- Medaglia d'oro
  - Piero Concari
  - Bernardo Bertolucci
  - Vittorio Adorni
  - G. Franco Albanese
  - Don Sergio Sacchi
- Attestato di civica benemerenza
  - Valdo Franceschi
  - Marco Rosi
  - Laura Polizzi
  - Aldo Tarantini
  - Sergio Passera
  - Bruno Longhi
- Targhe alla memoria per le 4 vittime dell'elisoccorso
  - Claudio Marchini
  - Anna Maria Giorgio
  - Corrado Dondi
  - Angelo Maffei
- Attestato simbolico di incoraggiamento e solidarietà
  - Ismail Musse Haua

### Anno 1992
- Medaglia d'oro
  - Alberto Bevilacqua
  - Antonio Battei
  - Giorgio Brianti
  - Alberto Chiesi
  - Paolo Pizzarotti
- Attestato di civica benemerenza
  - Danilo Amadei
  - Anna Arduini
  - Claudio Bozzetti
  - Corrado Cocchi
  - Ercole Negri
  - Walter Torsiglieri
  - Gottardo Zaffardi

### Anno 1993
- Medaglia d'oro
  - Luigi Migone
  - Franco Arquati
  - Alberto Michelotti
  - Giorgio Cusatelli
- Attestato di civica benemerenza
  - Bruno Allodi
  - Claudio Corradi
  - Gino Lottici
  - Aurora Guarini
  - Marino Marmiroli

### Anno 1994
- Medaglia d'oro
  - Paola Borboni
  - Valerio Cavalca
  - Franco Iaschi
  - Bernardo Valli
- Attestato di civica benemerenza
  - Lorenzo Minotti
  - Nunzio Rizzoli
  - Ivonne Tononi

### Anno 1995
- Medaglia d'oro
  - Laura Campanini
  - Aristo Isola
  - Luciano Silingardi
  - Pier Luigi Spaggiari
  - Istituto Saveriano delle Missioni Estere
- Attestato di civica benemerenza
  - Pier Giorgio Belledi
  - Lorenzo Bocchi
  - Sergio Colla
  - Massimina Dall'Aglio
  - Ettore Mossini
  - Primo Polizzi

### Anno 1996
- Medaglia d'oro
  - Gian Paolo Dallara
  - Alice Gandolfi
  - Antonio Rizzoli
  - Roberto Tassi
- Attestato di civica benemerenza
  - Giuseppe Copercini
  - Onelio Gandolfi
  - Centro l'Orizzonte

### Anno 1997
- Medaglia d'oro
  - Virginio Barbieri
  - Bonati Tanino
  - Pauri Massimo
  - Corale Verdi
  - Franco Gorreri
- Attestato di civica benemerenza
  - Liliana Chini Artusi
  - Ginetto Fava
  - Adriano Guareschi
  - Caterina Buccelli
  - Alberto Peschieri

### Anno 1998
- Medaglia d'oro
  - Franco Bianchi
  - Maurizio Guazzi
  - Nicola Occhiocupo
  - Paolo Seletti
  - Associazione Parma Lirica
- Attestato di civica benemerenza
  - Andreina Bianchi
  - Maria Cantarelli
  - Aldo Castagneti
  - Luigi Gallina
  - Flaminio Musa

### Anno 1999
- Medaglia d'oro
  - Ubaldo Bertoli
  - Missionarie di Maria
  - Famija Pramzana
  - Giacomo Maffei
- Attestato di civica benemerenza
  - Gianni Capelli
  - Pilade Corini
  - Enore Guerra
  - Carlo Vender

### Anno 2000
- Medaglia d'oro
  - Gian Carlo Artoni
  - Franco Grisenti
  - Giuseppe Negri
  - Marcello Robuschi
- Attestato di civica benemerenza
  - Guglielmo Capacchi
  - Gruppo Agricolo Culturale
  - Andrea Paini
  - Pier Paolo Vescovi
  - Volontari Assistenza Pasti Anziani

### Anno 2001
- Medaglia d'oro
  - Licinio Ferretti
  - Luca Goldoni
  - Istituto Piccole Figlie dei SS. Cuori di Gesù e Maria
  - Giorgio Orlandini
- Attestato di civica benemerenza
  - Maurizio Alpi
  - Giancarlo Ilari
  - Umberto Tamburini
  - Lino Zerbini

### Anno 2002
- Medaglia d'oro
  - Enrico Bandini
  - Comunità "BETANIA"
  - Pierino Felisa
  - Walter Gaibazzi
  - Giorgio Torelli
- Attestato di civica benemerenza
  - Rino Amadasi
  - Anna Maria Baiocchi
  - Felice Bonazzi
  - Antonio Maselli
  - Associazione "POZZO DI SICAR"
  - Michele Rinaldi

### Anno 2003
- Medaglia d'oro
  - Aldo Ghidini
  - Orsoline Missionarie del S.Cuore
  - Roberto Fieschi
  - Carlo Salvatori
- Attestato di civica benemerenza
  - Lino Ghirardini
  - Associazione "Noi per Loro"
  - Don Igino Marchi
  - Benito Zoni

### Anno 2004
- Medaglia d'oro
  - Piero Anversa
  - Mario Lanfranchi
  - Gian Paolo Montali
- Attestato di civica benemerenza
  - Corrado Marvasi
  - Umberto Pellegrini
  - Graziano Ravasini

### Anno 2005
- Medaglia d'oro
  - Pier Luigi Bacchini
  - Giacomo Rizzolatti
- Attestato di civica benemerenza
  - Arnaldo Piscina e Antonia Mora
  - Onorina De Bottini di Sant'Agnese in Papaia
  - Radio Parma

### Anno 2006
- Medaglia d'oro
  - Guido Guareschi
  - Franco Lori
  - Enrico Medioli
- Attestato di civica benemerenza
  - Luciano Campanili
  - Amos Grenti
  - Verso il Sereno

### Anno 2007
- Medaglia d'oro
  - Odoardo Amoretti
  - Renato Casappa
  - Aldo Costa
  - Fabbriceria del Duomo
  - Michele Pertusi
- Attestato di civica benemerenza
  - Per ricominciare
  - Boys Parma
  - Alberto Broggi
  - Paola Montagnani
  - Orazio Zanni

### Anno 2008
- Medaglia d'oro
  - Guido Canali
  - Luciano Garofano
  - Congregazione ancelle dell'Immacolata - Istituto del Buon Pastore
- Attestato di civica benemerenza
  - Famiglia Pelloni
  - Club dei 27
  - Anna Mardonini
  - Unioni sportiva Montebello

### Anno 2009
- Medaglia d'oro
  - Roberto Delsignore
  - Giancarlo Dondi
  - Istituto de Lasalle dei Fratelli delle Scuole Cristiane
  - Laura Polizzi detta "Mirka"
  - Cav. Marco Rosi
- Attestato di civica benemerenza
  - Associazione Anffas
  - Paolo Bucci
  - Associazione Figli in Cielo
  - Associazione Parma per gli altri
  - Giovanna Vettori e Paolo Volta
  - U.S. Audace

### Anno 2010
- Medaglia d'oro
  - Gianni Grassi, imprenditore alimentare
  - Giuseppe Marchetti, critico letterario, poeta e saggista
  - Istituto Salesiano San Benedetto
  - Parma
- Attestato di civica benemerenza
  - Paolo Camaioni
  - Famiglia Carrera
  - Comitato Provinciale di Parma dei volontari della protezione civile
  - Comunità Sant'Egidio di Parma
  - Emilia Borrella Contino
  - Francesco Mineo
  - Alberto Zanchetti

### Anno 2011
- Medaglia d'oro
  - Francesco Canali
  - Prof. Giancarlo Izzi
  - Mauro Del Rio
  - Mensa Padre Lino
  - Liceo ginnasio statale Gian Domenico Romagnosi
- Attestato di civica benemerenza
  - Prof.ssa Isa Guastalla
  - Tonino Fereoli
  - Gentian Alimadhi
  - Famiglia Giampellegrini
  - U.S. Carignano
  - Amici del Presepio

### Anno 2012
- Medaglia d'oro
  - Maria Grazia Beccari
  - Carlo Gabbi
- Attestato di civica benemerenza
  - Associazione Giocamico
  - Conferenze di San Vincenzo
  - Famiglia Ernesto e Micaela Magnani
  - Padre Silvio Turazzi

### Anno 2013
- Medaglia d'oro
  - Centro di cure palliative - Hospice Piccole Figlie
- Attestato di civica benemerenza
  - Consorzio di solidarietà sociale
  - Ensemble attori Teatro Due
  - Roman Sili
  - Società polisportiva giovanile salesiana "Or.Sa."
  - prof. Umberto Squarcia
  - OPEM S.p.A

### Anno 2014[6]
- Medaglia d'oro
  - Clelia Buratti
- Attestato di civica benemerenza
  - Centro ustioni dell'Ospedale Maggiore di Parma
  - Consorzio del prosciutto crudo di Parma
  - Sezione di Parma del tiro a segno nazionale
  - Norberto de Angelis
  - Fondazione Arturo Toscanini
  - Giuseppe Rodolfi
  - Learco Tiberti

### Anno 2015
- Medaglia d'oro
  - Aima - Associazione Italiana Malattia di Alzheimer
- Attestato di civica benemerenza
  - Angeli del fango Un riconoscimento alle centinaia di ragazzi che nei drammatici giorni successivi all'alluvione del 13 ottobre lavorarono instancabilmente nella «zona rossa» armati di pale e stivali
  - Polisportiva Coop Nordest
  - Università Popolare di Parma
  - Neurologo e neuropsichiatra Manfredi Saginario
  - Coppini Arte Olearia
  - Paola Mattiazzi presidente della sezione parmigiana dell'Associazione nazionale Arma di cavalleria

### Anno 2016[7]
- Medaglia d'oro
  - Croce Rossa Italiana - Comitato di Parma[8]
  - Giuseppe Malpeli, medaglia alla memoria
- Attestato di civica benemerenza
  - Centro Sportivo Italiano
  - don Luciano Scaccaglia
  - Alberto Nodolini
  - Avis Parma
  - Mutti spa
  - Carlo Magri Fipav
  - Franco del Chicca